# 欣克爾 (密西西比州)
欣克爾（英語：Hinkle）是位於美國密西西比州奧爾康縣的非建制地區。

## 歷史
欣克爾的郵局於1881年設立，其後於1903年停運。此地得名自於當地定居的欣克爾家族。

## 地理
欣克爾所處的海拔為高於海平面148米（即486英呎），而該地所採用的時區為UTC-6，即北美中部時區（CST）。同時該地設有夏令時間，為UTC-6調快一小時，即UTC-5（CDT）。